# Ii Naotora
Ii Naotora, född 1530-talet, död 1582, var en japansk Daimyo. Hon var regerande Daimyo på Iinoya slott och överhuvud för klanen Ii och Imagawa från 1563 till 1582 efter sin far Ii Naomori. Hon var en av elva kvinnliga daimyos mellan 1563 och 1620 och hade titeln "Kvinnlig Länsherre". 